# Charles-Edouard Geisendorf
Charles-Edouard Geisendorf, född 16 juli 1913 i Lancy, död 9 februari 1985 i Kairo, var en schweizisk arkitekt och större delen av sitt liv verksam i Sverige och Schweiz.

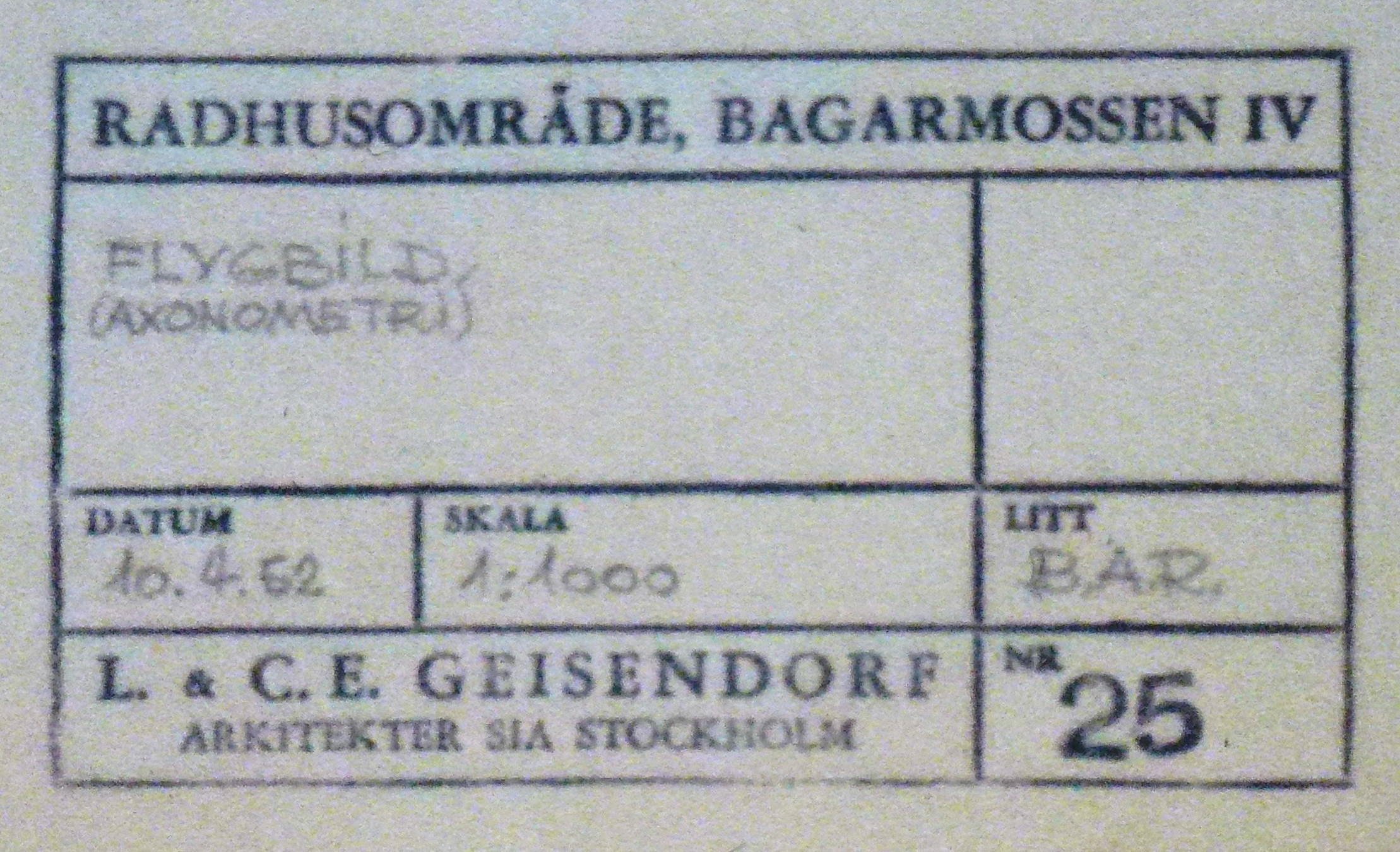
"L. & C. E. Geisendorf", ritningsstämpel.

Geisendorf utbildade sig vid Eidgenössische Technische Hochschule (ETH) i Zürich med diplom 1939 och kom till Sverige under andra världskriget. År 1940 gifte han sig med studiekamraten från ETH, Léonie Geisendorf. 1950 startade han tillsammans med hustrun ett eget arkitektkontor (L. & C. E. Geisendorf) i Stockholm med filial i Zürich. Många av kontorets projekt i Stockholmsområdet utfördes gemensamt. Parets arkitekturstil kännetecknas av den sena modernismens starka, obehandlade material, ofta betong och naturmaterial med en rik detaljering. Gestaltningen var influerad av Le Corbusier, hos vilken Léonie Geisendorf hade arbetat knappt ett år i slutet av 1930-talet.

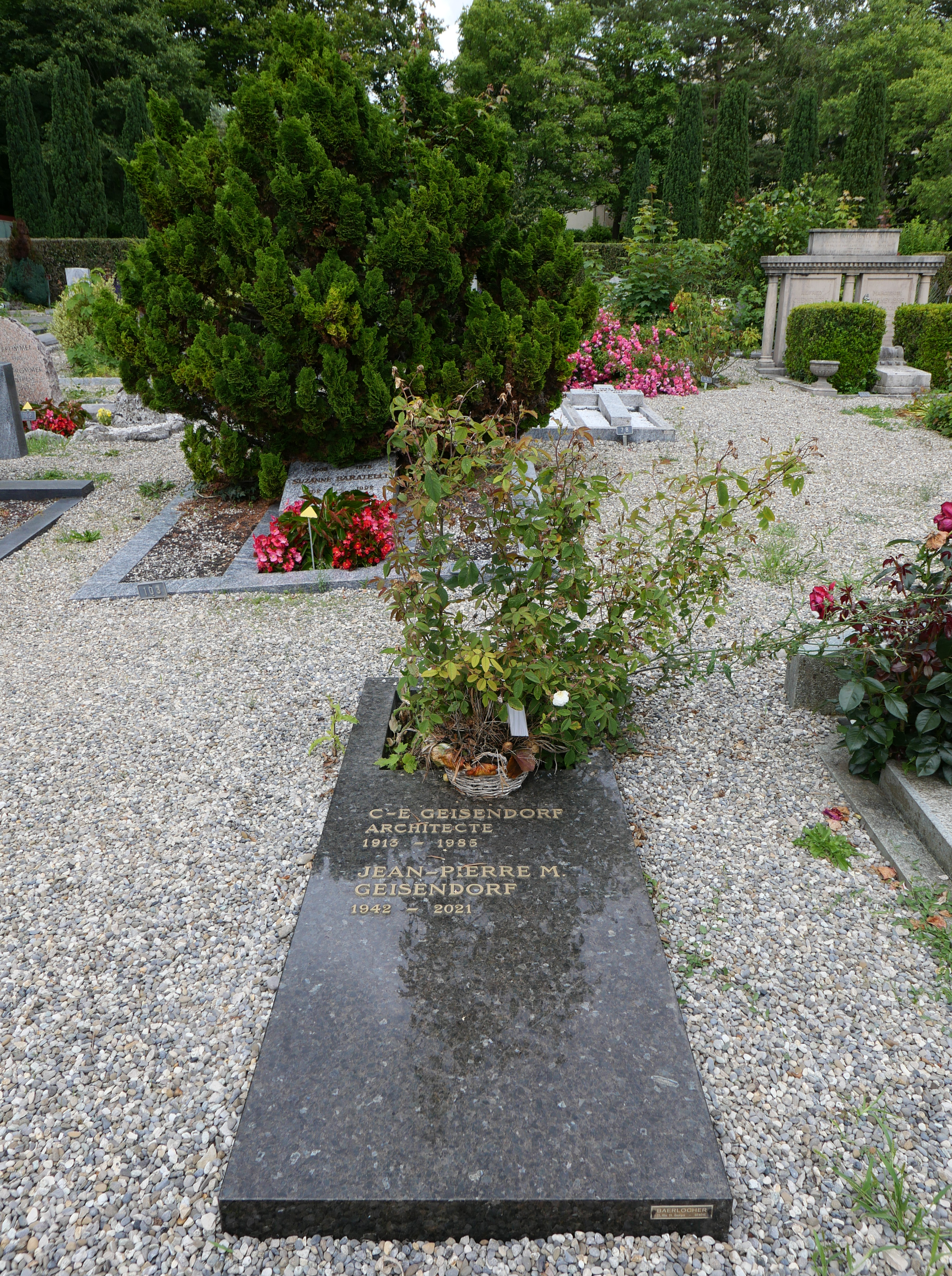
Graven 2024.

Bland arbeten i Stockholm och omgivning märks Villa Ranängen, Djursholm (1950–1951), Riksrådsvägens radhusområde (1953–1956) och Sankt Görans Gymnasium (före detta Hushålls- och sömnadsskolan, 1961). Samtliga ritades tillsammans med hustrun Léonie Geisendorf.
Mellan 1956 och 1980 var han professor vid ETH. I Schweiz ritade han (1962–67) bostadsområdet i Birr, som består av sex punkthus och två rundade lamellhus. Anläggningen anknöt till visionen Arbeiten und Wohnen im Grünen (arbeta och bo i det gröna). Han stod även som ansvarig arkitekt för tillbyggnaderna av ETH:s huvudbyggnad (1965–1978) och ETH:s maskinlaboratorium (1967–1970).
Charles-Edouard Geisendorf var även medförfattare i en del fackböcker om stadsplanering i Schweiz, bland dem:
- Plätze und Strassen (1966)
- Orts- und Objektplanung Birrfeld (1969)
- Touristische Orts- und Objektplanung Leukerbad (1969)0

Geisendorf hittade sin sista viloplats på den nya kyrkogården i Cologny. Hans son Jean Pierre (1942-2021) begravdes vid hans sida.

## Verk i urval

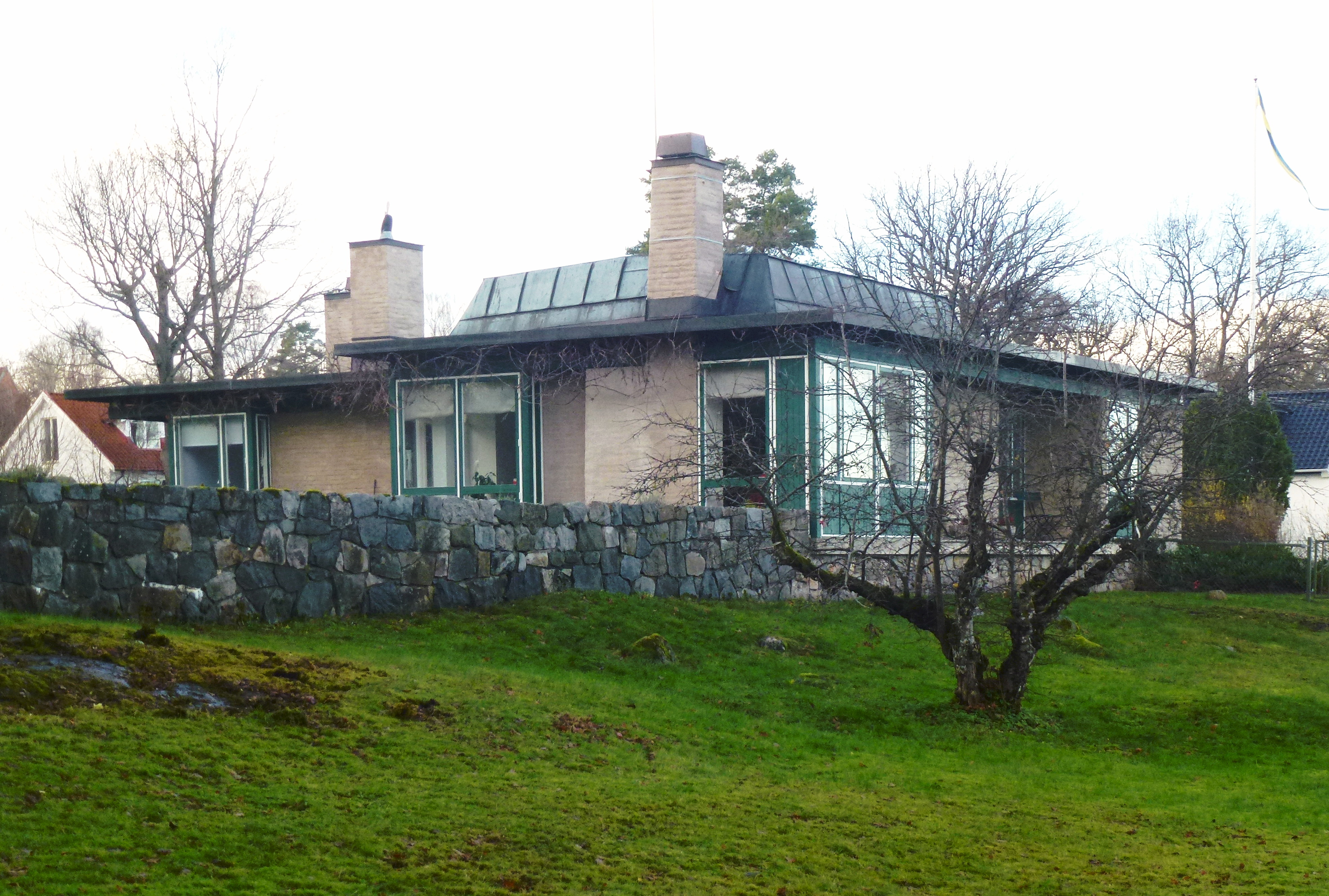
Villa Ranängen, Djursholm.
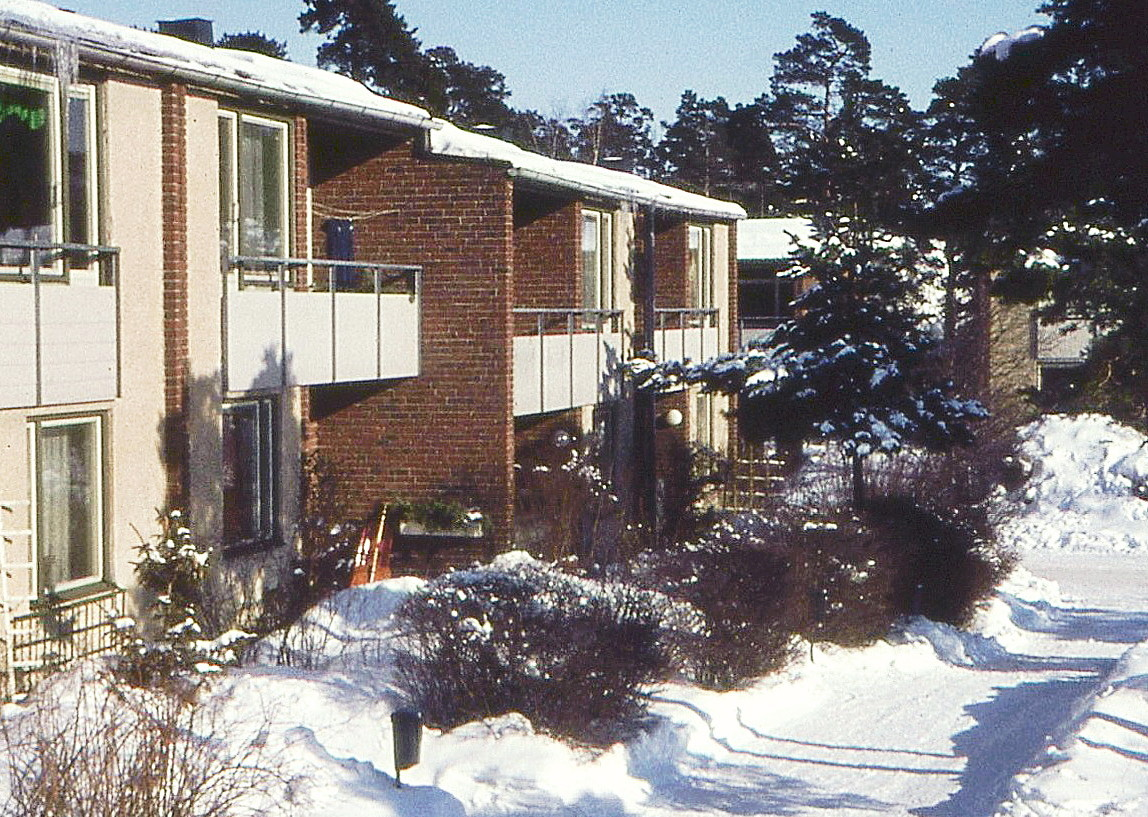
Riksrådsvägens radhusområde.
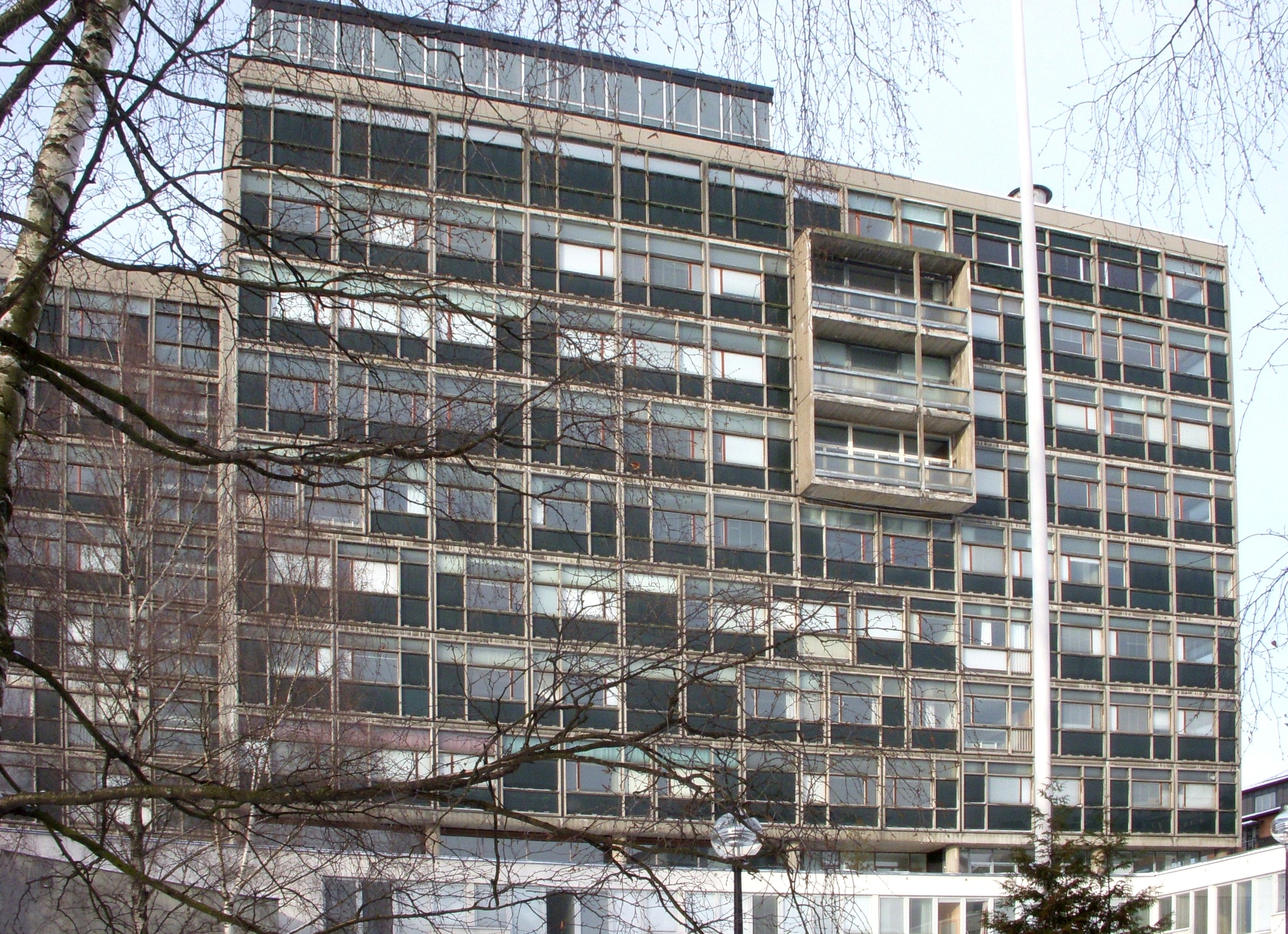
Sankt Görans Gymnasium.